# United Aircraft and Transport Corporation
United Aircraft and Transport Corporation est une entreprise américaine, active dans le secteur de la construction aéronautique et du transport aérien. Elle fut créée en 1929 par William E. Boeing et Frederick Rentschler. Son siège était à Hartford (Connecticut).

## Histoire
United Aircraft and Transport Corporation était une holding, qui contrôlait les actions des entreprises suivantes :
- Pratt & Whitney Aircraft Company, un fabricant de moteurs d'avions de Hartford (Connecticut) ;
- Boeing Airplane Company, de Seattle ;
- Chance Vought Corporation, de Long Island City (dans l'île de Long Island) ;
- Hamilton Aero Manufacturing Company, un fabricant d'hélices de East Hartford (Connecticut).

Ces sociétés furent bientôt rejointes par :
- Sikorsky Aviation Corporation, de Stratford (Connecticut) :
- Stearman Aircraft Company de Wichita (Kansas) ;
- Standard Steel Propeller Company.

Plusieurs compagnies aériennes firent également partie de la holding, mais elles étaient regroupées au sein d'une nouvelle société, United Air Lines, Inc.
Pratt & Whitney, spécialisé dans la fabrication de moteurs d'avions, avait pour principaux clients Boeing et Chance Vought, et c'est Frederick Rentschler, le patron de Pratt & Whitney, qui réussit à convaincre Boeing et Vought de le rejoindre pour former la United Aircraft and Transport Corporation. Rentschler cherchait avant tout à garantir les débouchés de ses moteurs. L'opération fut un succès, permettant à United Aircraft d'établir un véritable monopole en prenant le contrôle de plusieurs autres entreprises du secteur. La valeur des actions de United Aircraft augmenta très rapidement et fit la fortune de ses fondateurs. Les différentes sociétés qui formaient la United Aircraft and Transport Corporation continuèrent néanmoins à travailler sous leur propre nom. Par ailleurs, les deux fabricants d'hélices, Hamilton Aero Manufacturing Company et Standard Steel Propeller Company fusionnèrent pour former Hamilton Standard Propeller Corporation.
En 1934, cependant, le gouvernement américain décida qu'une holding telle qu'United Aircraft and Transport Corporation était une menace pour la libre concurrence et passa une nouvelle loi anti-trust (Air Mail Act du 12 juin 1934), interdisant aux constructeurs de cellules ou de moteurs d'avions de détenir des intérêts dans des compagnies aériennes. La United Aircraft and Transport Corporation fut alors scindée :
- Pratt & Whitney, Sikorsky, Vought et Hamilton Standard constituèrent la United Aircraft ;
- Les compagnies aériennes rejoignirent la nouvelle United Air Lines Transport Corporation, future United Airlines ;
- Boeing Airplane Company reprit son indépendance, renonçant à tous les actifs de United Aircraft situés à l'est du Mississippi pour ne conserver que l'usine de Wichita (appartenant à sa filiale Stearman Aircraft) et celles de Seattle.

En 1975, United Aircraft devint United Technologies Corporation, aux activités plus diversifiées.

## Sources
- (en) Histoire de United Aircraft and Transport Corporation.

- (en) Histoire de United Technologies Corporation

- (en) Histoire de Vought et Sikorsky à Stratford